# Macon, Illinois
Macon är en ort i Macon County i Illinois. Vid 2020 års folkräkning hade Macon 1 177 invånare.